# Isolona congolana
Isolona congolana är en kirimojaväxtart som först beskrevs av De Wild. och Théophile Alexis Durand, och fick sitt nu gällande namn av Adolf Engler och Friedrich Ludwig Diels. Isolona congolana ingår i släktet Isolona och familjen kirimojaväxter. IUCN kategoriserar arten globalt som nära hotad. Inga underarter finns listade i Catalogue of Life.